# Handle me right
「handle me right」（ハンドル・ミー・ライト）は堂珍嘉邦2枚目のシングル。2013年2月6日、Scalearから発売。

## 解説
「handle me right」はTBS系列「マツコの知らない世界」2013年1月エンディングテーマ。2月27日発売ファースト・アルバム『OUT THE BOX』とのW購入者応募特典「堂珍嘉邦スペシャルUSBフラッシュメモリ」・「堂珍嘉邦スペシャルランチボックス」のプレゼントが予定されている。
楽曲
この「handle me right」とは「僕を、私を正しく扱ってよ」を意味する。堂珍曰く「暗闇とか抑圧とかそういうしがらみの中から抜け出す時にそれをパワーに変えて音楽を奏でている」と述べている。Daniel "Dan" Estrinが手掛けたカップリング曲「Departure」は堂珍とインターネットでのやりとりを重ね制作された楽曲。

## 収録曲
全編曲：Ali
1. handle me right [4:24] 
作詞・作曲：堂珍嘉邦・Ali
2. Departure [4:25]
作詞・作曲：堂珍嘉邦・Daniel "Dan" Estrin